# パレスマリス
パレスマリス（Palace Malice、2010年5月2日 - ）は、アメリカ合衆国の競走馬・種牡馬。主な勝ち鞍は2013年のベルモントステークス、2014年のメトロポリタンハンデキャップ。

## 経歴

### 出生
ウィリアム・ファリシュの持つレーンズエンドファームで生産されたサラブレッドの牡馬である。父カーリンはプリークネスステークスなどを制した名馬で、パレスマリスはその初年度産駒であった。パレスマリスは1歳時の2011年にキーンランドセプテンバーセールに出品され、ナイル・ブレナンステーブルに25,000ドルで購入された。その翌年、2012年4月に今度はキーンランド2歳トレーニングセールに出品され、ドッグウッドステーブルに200,000ドルで落札されている。

### 2歳時（2012年）
パレスマリスはトッド・プレッチャー調教師に預けられ、7月5日のベルモントパーク競馬場で行われた未勝利戦（ダート5ハロン）でデビュー戦を迎えた。初戦こそ半馬身差の2着に敗れたものの、2戦目となる8月4日のサラトガ競馬場で行われた未勝利戦（ダート6.5ハロン）では2着馬に3馬身半差をつけて、初勝利を手にした。これは、父カーリンにとっても北米における産駒初勝利の瞬間であった。

### クラシック戦線（2013年）
三冠競走を目指す3歳シーズンの初戦は1月19日、ガルフストリームパーク競馬場でのAOC（アローワンスオプショナルクレーミング競走・ダート7ハロン）で2着に終わった。続く2月23日のリズンスターステークス（フェアグラウンズ・ダート8.5ハロン・G2）で重賞競走に初挑戦、レースでは第3コーナーからまくりをかけて進出、最後の直線で先頭に立っていたオクスボウを捕らえるが、アイヴストラックナーヴとコードウェストの2頭にも抜かれて3着に敗れた。その後ルイジアナダービー（フェアグラウンズ・ダート10ハロン・G2）7着をはさみ、ケンタッキーダービー直前のプレップレースとしてキーンランド競馬場のブルーグラスステークス（AW10ハロン・G1）に出走した。パレスマリスは先行集団につけて道中を進み、先頭を走っていたリディラック（Rydilluc）を最後の直線でかわして先頭に立ったが、最後尾から追い上げてきたジャヴァズウォー（Java's War）にクビ差追い抜かれて2着に敗れた。
大一番であるケンタッキーダービー（チャーチルダウンズ・ダート10ハロン・G1）にも出走、今までの競走で騎手からパレスマリスが視界の広さにおびえた様子を見せていたことを指摘されていたこともあり、新たにブリンカーを装着して臨んだ。レースでは開幕からハナを奪って進み、バックストレッチまでハイペースでの逃げを展開していたが、最終コーナーで疲れて失速、12着と大敗した。
ケンタッキーダービーにはパレスマリスのほかにもプレッチャー厩舎の馬が4頭出走していたが、プレッチャーは2冠目のプリークネスステークスを全頭回避させた。一方で3冠目にあたる6月8日のベルモントステークス（ベルモントパーク・ダート12ハロン・G1）にはパレスマリスのほか、アーカンソーダービー勝ち馬のオーバーアナライズ、ケンタッキーダービー3着のレヴォリューショナリーら5頭を登録した。前走ではブリンカーを装着したパレスマリスであったが、装着した結果調子を崩して大敗したと考えた陣営は、再びブリンカーを外して競走に臨んだ。6月8日当日の最終オッズで、最も人気を集めたのはケンタッキーダービー勝ち馬のオーブ（単勝オッズ3.20倍）で、パレスマリスは単勝14.80倍であった。発走から先手を争ったのはフラックダディ（Frac Daddy）・オクスボウ・フリーダムチャイルド（Freedom Child）の3頭で、パレスマリスはその後ろ4番手につけて道中を進めていった。バックストレッチからコーナーに入るにあたって、2頭が脱落してオクスボウが先頭に残るようになると、パレスマリスもオクスボウを追い抜くよう動き出し、そしてコーナー途中でこれを捕らえた。最後の直線、追いすがるオクスボウと、後方から追い上げてきたオーブが迫ってくるも、パレスマリスはそのまま差を広げてゴール、2着オクスボウに3馬身1/4差をつけて優勝した。競走後、鞍上を務めたマイク・スミスは「ブリンカーを外したことが勝利の鍵だった。ダービーのときも視界が広ければもっといいレースだったろう。今回はリラックスして気持ちよさそうに、常に楽しんで走っていた」と語り、またドッグウッドステーブル代表のコット・キャンベルは「言っておこう、これは素晴らしい時代の始まりだと。私はドッグウッドとそのパートナー、祝福してくれるエイキンの町、トッドという偉大な調教師、マイク・スミスという素晴らしい騎手、そしてこの馬を誇りに思う」と喜びを語った。

### 3歳後半（2013年）
クラシック後に控える3歳夏競馬シーズンにおいて、パレスマリスの陣営は初戦にサラトガ競馬場のジムダンディステークス（ダート9ハロン・G2）を選んだ。単勝オッズ2.35倍の1番人気に支持された
パレスマリスは、ドワイヤーステークス（G2）勝ち馬モレノ（Moreno）が先頭に立つとそのすぐ後方に控えて道中を進み、最後の直線に向きあったところでモレノを追い抜いた。そして後方から追い上げてきたウィルテイクチャージを1馬身差で押さえて連勝を飾った。
8月24日のトラヴァーズステークス（ダート10ハロン・G1）は夏競馬路線の大一番で、パレスマリスのほかにウィルテイクチャージやモレノ、ハスケルインビテーショナルステークス（G1）を圧勝してきたヴェラザノ、ベルモントステークス以来となるオーブなどが顔を揃えていた。この競走でパレスマリスはゲートから出る際につまづき、最後尾からのスタートとなってしまう。本来の走りとは異なる後方からの競馬を強いられるが、第3コーナーから大まくりで進出、直線で追い込んだ結果、勝ち馬ウィルテイクチャージから3/4馬身差の4着に食い込んだ。調教師と騎手は口を揃えて「出遅れが彼を殺した」「スタートが本当に本当に、本当に悪かった」と痛恨の出遅れを語っている。
9月28日のジョッキークラブゴールドカップ（ベルモントパーク・ダート10ハロン・G1）はパレスマリスにとって古馬との初対戦の場となり、目下のライバルとして同競走2連覇中のフラットアウト、ホイットニーハンデキャップ（G1）勝ち馬のクロストラフィック、最後の対戦となるオーブなどが登録されていた。当日の人気はフラットアウトやパレスマリスなどに集中していたが、この競走を制したのはしばらく勝ち星から遠ざかって穴馬扱いを受けていた古豪ロンザグリーク（Ron the Greek）であった。レースはアルファが先手を取り、その外目後ろ2番手にパレスマリスが控え、そのまた後ろにロンザグリークとフラットアウトが続く展開がバックストレッチまで続いた。第3コーナー途中でアルファが失速すると、それと入れ替わるようにロンザグリークがパレスマリスの前に進出、最後の直線でそのまま突き放してゴール、パレスマリスは6馬身3/4差離された2着に敗れ、またフラットアウトは3着、オーブは最下位8着に沈んだ。プレッチャーは競走後のコメントで「たくさんの強い古馬を負かすことができた」と前向きに語っている。
この年のブリーダーズカップ・クラシック（11月2日・ダート10ハロン・G1）はサンタアニタパーク競馬場で行われ、パレスマリスは同年最後の競走としてこれに出走登録された。今まで鞍上を務めていたのはスミスであったが、スミスはこの競走で対戦するゲームオンデュードに騎乗することを選んだため、パレスマリスの陣営は新たな乗り役としてジョン・ヴェラスケスに騎乗依頼をしていた。しかし競走当日、クラシックの前に行われたブリーダーズカップ・ジュヴェナイルフィリーズでヴェラスケスは乗っていた馬が転倒し落馬、病院に運ばれたため、パレスマリスには急遽ラファエル・ベハラーノが乗り替わりとなった。この競走でパレスマリスは出遅れて後方からのスタートとなり、道中も馬群を捌くことができないまま大きく外を回らされる展開が続き、結果ムーチョマッチョマンとウィルテイクチャージのハナ差決着から7馬身離れた6着に敗れた。

### 4歳時（2014年）
2013年のブリーダーズカップ後、パレスマリスの翌年の始動は3月29日のフェアグラウンズ競馬場、ニューオーリンズハンデキャップ（ダート9ハロン・G2）が予定されていたが、2014年2月になって予定変更、ニューオーリンズの前の3月8日にガルフストリームパークハンデキャップ（ガルフストリームパーク・ダート8ハロン・G2）から始動することになった。改めて鞍上にヴェラスケスを迎えて出走したパレスマリスは、立ち上がりは先行できず5番手に控えたが、徐々に進出して第3コーナーから先頭に立った。最終コーナーでは一瞬アンキャプチャード（Uncaptured）に先頭を譲ったものの、再び追い抜いて1着でゴール。3番手から追い上げてきた2着馬ゴールデンチケット（Golden Ticket）をアタマ差抑えて半年ぶりの勝利を手にした。
続いて予定通りの出走となったニューオーリンズハンデキャップでは、パレスマリスは久々にマイク・スミスを鞍上に迎えた。当日はトップハンデの121ポンド（約54.9キログラム）を課せられていた。パレスマリスはこの競走でもスタートが悪く、またコーナーでは大きく外を回らされたものの、それでも着実に順位を上げていき、最後の直線では大きく突き放してゴール、2着のノルマンディインベーション（Normandy Invasion）に4馬身3/4差をつけて連勝を手にした。
パレスマリスの陣営は、パレスマリスの上半期の目標を6月のメトロポリタンハンデキャップ（ベルモントパーク・ダート8ハロン・G1）に定め、そのプレップレースとして5月11日のウェストチェスターステークス（ベルモントパーク・ダート8ハロン・G3）を使ってきた。4頭立てで行われたこの競走で、再びヴェラスケスを鞍上に据えたパレスマリスは単勝オッズ1.05倍という断然人気に支持され、それに応えるように2着馬を9馬身以上突き放す圧勝で3連勝を飾った。
6月7日に迎えたメトロポリタンハンデキャップでは単勝オッズ2.35倍の1番人気に支持され、それにニューオーリンズ以来のノルマンディインベーション、ブリーダーズカップ・ダートマイル（G1）を制してきたゴールデンセンツらが人気で続いていた。先手こそブロードウェイエンパイア（Broadway Empire）とゴールデンセンツに譲る3-4番手からの競馬であったが、最後の直線に向きあってからその2頭の間を割って抜け出し、2着ゴールデンセンツを1馬身差し切って優勝した。勝ちタイムは1分33秒56。管理馬の優勝について、プレッチャーは競走後のコメントで「ベルモントを勝ったが去年のことで、それがこのメットマイルでBCダートマイル馬を負かしたというのは、本当に驚異的なことです」と語った。
連勝の中迎えた8月2日のホイットニー招待ハンデキャップ（サラトガ・ダート9ハロン・G1）では、パレスマリスは単勝オッズ1.65倍という断然の支持を得ていた。この競走ではスタートもよく、バックストレッチでは前にモレノとゴールデンチケットを置く3番手につける絶好のポジションにあった。しかし、ヴェラスケスの合図に対してパレスマリスの反応は鈍く、力尽きたのか最終コーナーで後続の馬群に沈んでしまう。最終的に6着でゴール、モレノの逃げ切り勝ちから11馬身も離された大敗に終わった。競走後、ヴェラスケスは「何が悪かったのかわからない、彼は全力を出さなかった。絶好の位置にいたけど、半マイル（4ハロン）のところで動かそうとしたのに彼は動く様子を見せなかった。彼はレース中ずっと注意散漫だった。調教もウォームアップもよかったのに、今日は全く走らなかった」とコメントしている。

### 競走馬引退（2014-2015年）
パレスマリスはその後も調教と調整を続けていたが、9月5日に左後肢の管骨に骨挫傷が起きていることが発覚、競走の継続が困難として引退が発表された。しかし9月23日、ドッグウッドステーブル代表のコット・キャンベルは、パレスマリスの所有権の50%をスリーチムニーズファームに売却するとともに引退の撤回を発表し、翌年も競走を続ける方針を示した。11月14日にはエイキンのトレーニングセンターにて調教に復帰し、翌年2015年のブリーダーズカップを目指す方針が語られた。
5歳となった2015年、パレスマリスは5月2日のウェストチェスターステークス（G3）から始動し、前年のベルモントステークス覇者トーナリストと対決する予定であったが、左前肢の内出血を理由にこれを直前でスクラッチしている。代わりに登録された5月10日のディアブロステークス（ベルモントパーク・ダート6ハロン）に出走したが、格下ばかりが相手の競走で3馬身1/4離された3着に入り、まさかの敗北を喫している。
その後、ウッドワードステークス（9月5日・サラトガ・G1）に向けてのプレップレースとして、パレスマリスは8月9日のアリダーステークス（サラトガ・ダート9ハロン）に登録される。しかしこの競走でも精彩を欠き、終始中団に留まったまま4着に敗れている。8月27日、陣営は再び引退を宣言、スリーチムニーズファームで種牡馬入りすることが決まった。

### 競走成績表
- 競走名の略記はSはステークス、Hはハンデキャップ、GCはゴールドカップ、BCはブリーダーズカップを意味する。
- 競走の格付けや馬場、距離や条件などは開催当時のもの。
- 距離・条件の略記はDはダート、AWはオールウェザー、fはハロンを意味する。1ハロンは約201メートル・1/8マイル。
- 斤量の単位はポンド。1ポンドは約0.453キログラム。
- 着差は優勝時は2着馬との差、それ以外は1着馬との差。
- 以下の競走成績はEQUIBASEの情報に基づく[2]。

| 出走日     | 競馬場                 | 競走名                   | 格 | 距離  | 斤量 | 着順 | 騎手              | 時計 （1着） | 着差      | 1着（2着）馬          |
| ---------- | ---------------------- | ------------------------ | -- | ----- | ---- | ---- | ----------------- | ------------ | --------- | --------------------- |
| 2012.07.05 | ベルモントパーク       | 未勝利                   |    | D5f   | 118  | 2着  | Javier Castellano | (56.62)      | 1/2馬身   | Carried Interest      |
| 2012.08.04 | サラトガ               | 未勝利                   |    | D6.5f | 119  | 1着  | Javier Castellano | 1:16.48      | 3馬身1/2  | （Apex）              |
| 2013.01.19 | ガルフストリームパーク | オプショナルクレーミング |    | D7f   | 118  | 2着  | Javier Castellano | (1:22.53)    | 2馬身1/4  | Majestic Hussar       |
| 2013.02.23 | フェアグラウンズ       | リズンスターS            | G2 | D8.5f | 116  | 3着  | Rosie Napravnik   | (1:44.52)    | 1/2馬身   | Ive Struck a Nerve    |
| 2013.03.30 | フェアグラウンズ       | ルイジアナダービー       | G2 | D10f  | 122  | 7着  | Edgar Prado       | (1:50.28)    | 7馬身1/4  | Revolutionary         |
| 2013.04.13 | キーンランド           | ブルーグラスステークス   | G1 | AW10f | 123  | 2着  | Garrett Gomez     | (1:50.27)    | クビ      | Java's War            |
| 2013.05.04 | チャーチルダウンズ     | ケンタッキーダービー     | G1 | D10f  | 126  | 12着 | Mike Smith        | (2:02.89)    | 13馬身1/2 | Orb                   |
| 2013.06.08 | ベルモントパーク       | ベルモントS              | G1 | D12f  | 126  | 1着  | Mike Smith        | 2:30.70      | 3馬身1/4  | （Oxbow）             |
| 2013.07.27 | サラトガ               | ジムダンディS            | G2 | D9f   | 123  | 1着  | Mike Smith        | 1:47.37      | 1馬身     | （Will Take Charge）  |
| 2013.08.24 | サラトガ               | トラヴァーズS            | G1 | D10f  | 126  | 4着  | Mike Smith        | (2:02.68)    | 3/4馬身   | Will Take Charge      |
| 2013.09.28 | ベルモントパーク       | ジョッキークラブGC       | G1 | D10f  | 122  | 2着  | Mike Smith        | (1:59.70)    | 6馬身3/4  | Ron the Greek         |
| 2013.11.02 | サンタアニタパーク     | BCクラシック             | G1 | D10f  | 122  | 6着  | Rafael Bejarano   | (2:00.72)    | 7馬身     | Mucho Macho Man       |
| 2014.03.08 | ガルフストリームパーク | ガルフストリームパークH  | G2 | D8f   | 119  | 1着  | John Velazquez    | 1:33.80      | アタマ差  | （Golden Ticket）     |
| 2014.03.29 | フェアグラウンズ       | ニューオーリンズH        | G2 | D9f   | 121  | 1着  | Mike Smith        | 1:48.93      | 4馬身3/4  | （Normandy Invasion） |
| 2014.05.11 | ベルモントパーク       | ウェストチェスターS      | G3 | D8f   | 123  | 1着  | John Velazquez    | 1:35.53      | 9馬身3/4  | （Declan's Warrior）  |
| 2014.06.07 | ベルモントパーク       | メトロポリタンH          | G1 | D8f   | 124  | 1着  | John Velazquez    | 1:33.56      | 1馬身     | （Goldencents）       |
| 2014.08.02 | サラトガ               | ホイットニー招待H        | G1 | D9f   | 124  | 6着  | John Velazquez    | (1:48.05)    | 11馬身    | Moreno                |
| 2015.05.10 | ベルモントパーク       | ディアブロS              |    | D6f   | 124  | 3着  | John Velazquez    | (1:09.48)    | 3馬身1/2  | Stallwalkin' Dude     |
| 2015.08.09 | サラトガ               | アリダーS                |    | D9f   | 123  | 4着  | John Velazquez    | (1:48.92)    | 7馬身1/2  | Bay of Plenty         |

## 種牡馬入り後
パレスマリスは、引退翌年の2016年からスリーチムニーズファームで種牡馬として活動を開始した。初年度の種付け料は20,000ドルが設定され、2019年には15,000ドルに値下げされていた。
2019年より産駒が走り始め、2019年4月25日には産駒の1頭レッツステイポジティブ（Letsstaypositive）が未勝利戦に勝ち、パレスマリスは早くも産駒の初勝利を手にした。さらに初年度産駒の1頭ストラクター（Structor）がブリーダーズカップ・ジュヴェナイルターフ（G1）に優勝し、早くもG1勝ち馬を出す幸運に恵まれた。ストラクターの活躍もあって、パレスマリスはこの年の北米フレッシュマンサイアーで3位にランクイン、また2020年の種付け料も25,000ドルに増額された。
2024年より日本に輸入、北海道日高町のダーレー・ジャパン スタリオンコンプレックスに繋養され、種牡馬として供用されることとなった。日本では既に持ち込み馬のジャンタルマンタルが2023年の朝日杯フューチュリティステークス（GI）を制している。

### 主な産駒
太字はGI競走を示す

#### グレード制重賞優勝馬
- 2017年産
  - ストラクター / Structor（ブリーダーズカップ・ジュヴェナイルターフ、ピルグリムステークス）[58]
  - Mr. Monomoy（リズンスターステークス）[59]
  - Fly On Angel（チャールズダウンオークス）[60]
- 2018年産
  - Like the King（ジェフルビーステークス）[61]
- 2021年産
  - ジャンタルマンタル（朝日杯フューチュリティステークス、NHKマイルカップ、安田記念、デイリー杯2歳ステークス）[62]
  - ノーブルロジャー（シンザン記念）[63]

## 血統表
| パレスマリスの血統                    | パレスマリスの血統                            | パレスマリスの血統                            | （血統表の出典）                              | （血統表の出典） |
| 父系                                  | ミスタープロスペクター系/レイズアネイティヴ系 | ミスタープロスペクター系/レイズアネイティヴ系 | ミスタープロスペクター系/レイズアネイティヴ系 | [ § 2 ]          |
| 父 Curlin 2004 栗毛 アメリカ          | 父の父Smart Strike 1992 鹿毛 アメリカ         | Mr. Prospector                                | Raise a Native                                | Raise a Native   |
| 父 Curlin 2004 栗毛 アメリカ          | 父の父Smart Strike 1992 鹿毛 アメリカ         | Mr. Prospector                                | Gold Digger                                   |                  |
| 父 Curlin 2004 栗毛 アメリカ          | 父の父Smart Strike 1992 鹿毛 アメリカ         | Classy 'n Smart                               | Smarten                                       | Smarten          |
| 父 Curlin 2004 栗毛 アメリカ          | 父の父Smart Strike 1992 鹿毛 アメリカ         | Classy 'n Smart                               | No Class                                      |                  |
| 父 Curlin 2004 栗毛 アメリカ          | 父の母Sherriff's Deputy 1994 鹿毛 アメリカ    | Deputy Minister                               | Vice Regent                                   | Vice Regent      |
| 父 Curlin 2004 栗毛 アメリカ          | 父の母Sherriff's Deputy 1994 鹿毛 アメリカ    | Deputy Minister                               | Mint Copy                                     |                  |
| 父 Curlin 2004 栗毛 アメリカ          | 父の母Sherriff's Deputy 1994 鹿毛 アメリカ    | Barbarika                                     | Bates Motel                                   | Bates Motel      |
| 父 Curlin 2004 栗毛 アメリカ          | 父の母Sherriff's Deputy 1994 鹿毛 アメリカ    | Barbarika                                     | War Exchange                                  |                  |
| 母 *パレスルーマー 2003 鹿毛 アメリカ | 母の父Royal Anthem 1995 鹿毛 アメリカ         | Theatrical                                    | Nureyev                                       | Nureyev          |
| 母 *パレスルーマー 2003 鹿毛 アメリカ | 母の父Royal Anthem 1995 鹿毛 アメリカ         | Theatrical                                    | *ツリーオブノレッジ                           |                  |
| 母 *パレスルーマー 2003 鹿毛 アメリカ | 母の父Royal Anthem 1995 鹿毛 アメリカ         | In Neon                                       | Ack Ack                                       | Ack Ack          |
| 母 *パレスルーマー 2003 鹿毛 アメリカ | 母の父Royal Anthem 1995 鹿毛 アメリカ         | In Neon                                       | Shamara                                       |                  |
| 母 *パレスルーマー 2003 鹿毛 アメリカ | 母の母Whisperifyoudare 1997 鹿毛 アメリカ     | Red Ransom                                    | Roberto                                       | Roberto          |
| 母 *パレスルーマー 2003 鹿毛 アメリカ | 母の母Whisperifyoudare 1997 鹿毛 アメリカ     | Red Ransom                                    | *アラビア                                     |                  |
| 母 *パレスルーマー 2003 鹿毛 アメリカ | 母の母Whisperifyoudare 1997 鹿毛 アメリカ     | Stellar Affair                                | Skywalker                                     | Skywalker        |
| 母 *パレスルーマー 2003 鹿毛 アメリカ | 母の母Whisperifyoudare 1997 鹿毛 アメリカ     | Stellar Affair                                | Fawn and Hahn                                 |                  |
| 母系(F-No.)                           | (FN:2-s)                                      | (FN:2-s)                                      | (FN:2-s)                                      | [ § 3 ]          |
| 5代内の近親交配                       | Northern Dancer 5x5=6.25%                     | Northern Dancer 5x5=6.25%                     | Northern Dancer 5x5=6.25%                     | [ § 4 ]          |
| 出典                                  | 1. 2. 3. 4.                                   | 1. 2. 3. 4.                                   | 1. 2. 3. 4.                                   | 1. 2. 3. 4.      |

- 半弟に2023年のステイヤーズステークス勝ち馬アイアンバローズ（父オルフェーヴル）、2023年の天皇賞（春）勝ち馬ジャスティンパレス（父ディープインパクト）がいる。

### 血統背景
母パレスルーマーは2003年3月25日生まれのロイヤルアンセム産駒の牝馬。16戦5勝の競走成績で、エリスパーク競馬場のオーデュボンオークス（グレード外）に優勝した経験のある馬であった。2013年のファシグ・ティプトンのノベンバーセールに出品され、吉田勝己が110万ドルで落札した。その後、吉田の持つ日本北海道安平町のノーザンファームに繋養されていた。